# Таапака
Таапака (исп. Taapaca) — вулканический комплекс из двух вулканов на севере Чили в области Арика-и-Паринакота. Высота — 5860 м.
Вулканы возвышаются на северо-восток от маленького города Путре в северных Чили. Удлиненный вулканический горный массив, известен у местного населения как Невадос-де-Путре.
Самая молодая вулканическая стадия, начинающаяся приблизительно 9000 лет назад, произвела на вершине купол лавы высотой 5860 м. Последняя зарегистрированная деятельность, которая произвела слой пепла, произошла приблизительно 2000 лет назад.

## См.также
- Список вулканов Чили
- География области Арика-и-Паринакота